# ورزشگاه بولو آتاتورک
ورزشگاه بولو آتاتورک (به ترکی استانبولی: Bolu Atatürk Stadium) یک ورزشگاه فوتبال و زمین فوتبال در ترکیه است که در بولو واقع شده‌است.